# Gigliola Cinquetti
Gigliola Cinquetti (ur. 20 grudnia 1947 w Cerro Veronese) – włoska piosenkarka.
Zwyciężczyni 9. Konkursu Piosenki Eurowizji (1964), dwukrotna zwyciężczyni Festiwalu Piosenki Włoskiej w San Remo (1964, 1966).

## Życiorys

### Kariera

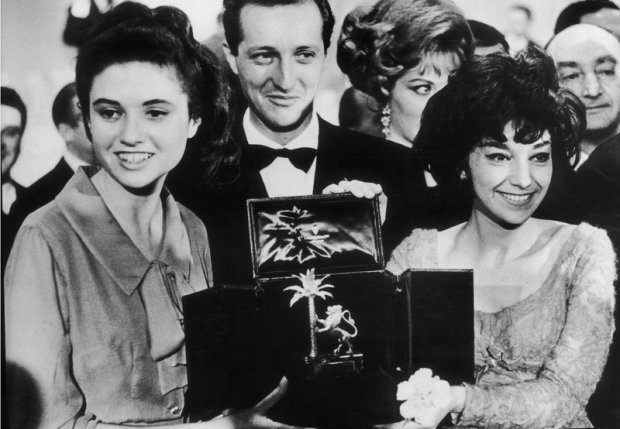
Gigliola Cinquetti i Patricia Carli podczas festiwalu w San Remo, 1964

W 1964, mając 16 lat, wygrała Festiwal Piosenki Włoskiej w San Remo, na którym zaśpiewała utwór „Non ho l’età” autorstwa Nicoli Salerno i Mario Panzeriego. Zwycięstwo umożliwiło jej reprezentowanie Włoch podczas 9. Konkursu Piosenki Eurowizji, który wygrała, zdobywszy 49 punktów. Utwór stał się przebojem, trafił do pierwszej dwudziestki brytyjskiej listy przebojów. 
W 1966 nagrała piosenkę „Dio, come ti amo”, która również stała się światowym hitem. W 1974 ponownie wystartowała w barwach Włoch na Konkursie Piosenki Eurowizji, tym razem wykonując w finale imprezy piosenkę „Sì”, który zapewnił jej zajęcie drugiego miejsca, tuż za reprezentantami Szwecji, zespołem ABBA i ich przebojem „Waterloo”. Eurowizyjna propozycja wokalistki trafiła do pierwszej dziesiątki brytyjskiej listy przebojów. 
W 1991 w duecie z Toto Cutugno poprowadziła 36. Konkurs Piosenki Eurowizji.

### Życie prywatne
W 1979 poślubiła Luciano Teodoriego, z którym ma dwóch synów: Giovanniego (ur. 10 października 1980) i Constantina (ur. 22 sierpnia 1984).